# Jon Dahl Tomasson
Jon Dahl Tomasson (ur. 29 sierpnia 1976 w Roskilde) – duński piłkarz, grający na pozycji napastnika. Selekcjoner reprezentacji Szwecji w piłce nożnej mężczyzn.

## Kariera

### Początki
Pierwsze piłkarskie kroki stawiał jako pięciolatek w juniorskim zespole Solrød BK. W wieku dziewięciu lat zmienił klub na Køge BK. W pierwszym zespole zadebiutował w 1992 roku. Pomógł drużynie awansować do drugiej ligi. Wkrótce stał się najlepszym strzelcem zespołu. Podczas dwóch lat rozegrał w pierwszej drużynie 55 meczów i zdobył 37 bramek.

### Feyenoord Rotterdam
Do holenderskiego klubu przeszedł w 1998 roku. W pierwszym sezonie udało mu się zwyciężyć w Eredivisie i Superpucharze Holandii. W 2002 roku wywalczył z zespołem Puchar UEFA pokonując w finale 3-2 Borussię Dortmund. Tomasson zdobył jedną z bramek i został wybrany graczem meczu.

### A.C.Milan
Po zwycięstwie w Pucharze UEFA Duńczykowi wygasł kontrakt z Feyenoordem. Postanowił wzmocnić szeregi A.C.Milan. Po pierwszym sezonie spędzonym we Włoszech do listy zdobytych trofeów dopisał Puchar Włoch oraz Puchar Europy. Rok później Milan zwyciężył w Superpucharze Włoch. W 2005 roku mediolańczycy dotarli do finału Ligi Mistrzów, w którym to przegrali po rzutach karnych z Liverpoolem. Jedną z „jedenastek” skutecznie egzekwował Tomasson.

### VfB Stuttgart i Villarreal
W tym samym roku postanowił zmienić klub. Przeszedł do niemieckiego VfB Stuttgart. Mimo słabego sezonu i zajęciu przez Stuttgart dopiero 9. miejsca w tabeli, Tomasson pozostał w klubie. Zmienił otoczenie rok później. Został wypożyczony do hiszpańskiego Villarreal CF. Po zakończeniu wypożyczenia wrócił do Stuttgartu i wylądował w drużynie rezerw. Wkrótce wrócił do Villarreal i związał się z nim na dłużej.

### Feyenoord Rotterdam
Po 6 latach Duńczyk wrócił do Feyenoordu. 2 lipca 2008 podpisał trzyletni kontrakt z holenderskim klubem. Tomasson przeszedł do Feyenoordu na zasadzie wolnego transferu. Karierę sportową zakończył w trakcie sezonu 2010/2011.

### Reprezentacja
W reprezentacji zadebiutował 29 marca 1997 roku w meczu z Chorwacją. Dwukrotnie brał udział w Mistrzostwach Europy i raz w Mistrzostwach Świata.
Zdobył 52 bramki dla reprezentacji Danii, wyrównując osiągnięcie Poula Nielsena, który zanotował tyle samo trafień dla drużyny narodowej.

### Dotychczasowa kariera
| Sezon     | Klub             | Mecze | Gole |
| --------- | ---------------- | ----- | ---- |
| 1992      | Køge BK          | 2     | 0    |
| 1993      | Køge BK          | 20    | 10   |
| 1994      | Køge BK          | 33    | 27   |
| 1994/1995 | SC Heerenveen    | 16    | 5    |
| 1995/1996 | SC Heerenveen    | 30    | 14   |
| 1996/1997 | SC Heerenveen    | 32    | 18   |
| 1997/1998 | Newcastle United | 23    | 3    |
| 1998/1999 | Feyenoord        | 33    | 13   |
| 1999/2000 | Feyenoord        | 28    | 10   |
| 2000/2001 | Feyenoord        | 31    | 15   |
| 2001/2002 | Feyenoord        | 30    | 17   |
| 2002/2003 | A.C. Milan       | 18    | 4    |
| 2003/2004 | A.C. Milan       | 26    | 12   |
| 2004/2005 | A.C. Milan       | 30    | 6    |
| 2005/2006 | VfB Stuttgart    | 26    | 8    |
| 2006/2007 | VfB Stuttgart    | 4     | 0    |
| 2006/2007 | Villarreal CF    | 11    | 4    |
| 2007/2008 | Villarreal CF    | 25    | 3    |
| 2008/2009 | Feyenoord        | 13    | 9    |
| 2009/2010 | Feyenoord        | 24    | 11   |
| 2010/2011 | Feyenoord        | 0     | 0    |

## Kariera trenerska
Po okresie bycia asystentem 17 czerwca 2013 objął stanowisko głównego trenera w klubie Excelsior Rotterdam.
Pod koniec grudnia 2013 doszedł do porozumienia z klubem holenderskiej ekstraklasy Rody JC Kerkrade, oficjalnie stanowisko objął 3 stycznia 2014, ale w maju tego samego roku odszedł z klubu.
5 stycznia 2020 roku został zaprezentowany jako nowy szkoleniowiec szwedzkiego zespołu Malmö FF. Zgodnie z oficjalnym komunikatem zespołu obejmie on zespół 10 stycznia 2020 roku.